# Mr. Marcus
Mr. Marcus, född 4 september 1970 i USA, är en amerikansk skådespelare i pornografisk film, som medverkat i över 500 filmer sedan debuten 1993. Flera av dem med Ashley Blue. Han har även regisserat ett förhållandevis mindre antal filmer, samt producerat en film.